# Stadion Villach-Lind
Stadion Villach-Lind – wielofunkcyjny stadion w Villach, w Austrii. Obiekt może pomieścić 4000 widzów. Swoje spotkania rozgrywają na nim piłkarze klubu Villacher SV.
W przeszłości obiekt posłużył również piłkarzom klubu WSG Radenthein, którzy rozgrywali na nim swoje spotkania m.in. w sezonie 1973/1974, w którym grali na najwyższym poziomie rozgrywkowym. Ponadto na stadionie odbywały się spotkania towarzyskie piłkarskich reprezentacji narodowych (27 maja 2010: Białoruś – Honduras 2:2, 2 czerwca 2010: Rumunia – Macedonia 0:1 i 7 września 2014: Paragwaj – Zjednoczone Emiraty Arabskie 0:0).